# Abas (sofista)
Abas (gr. Ἄβας) – starożytny sofista grecki żyjący w III wieku n.e. Księga Suda przypisuje mu autorstwo Komentarzy historycznych, które mogły być komentarzem do dzieł Tukidydesa, Herodota bądź Ksenofonta oraz Sztuki retorycznej. Był cytowany w scholiach do Harmogenesa, które są datowane na połowę III wieku n.e.